# Джерело (фільм, 1968)
«Джерело» (рос. «Источник») — радянський чорно-білий художній фільм-драма 1968 року, знятий на кіностудії «Ленфільм».

## Сюжет
Після весілля Савелій привозить хвору дружину на Байкал. Вони поселяються в селищі неподалік від джерела і ведуть тихе розмірене життя. Їй стає краще, довгі страшні дні вже позаду, але в будинок приходить нова біда: раптово помирає чоловік — і жінка залишається одна…

## У ролях
- Дзідра Рітенберга — Льоля
- Володимир Кашпур — Савелій
- Леонід Неведомський — Кеха (Інокентій), чоловік Оксани, сусід Лілі і Савелія, завгосп
- Олексій Чернов — Петро Семенович, приятель Савелія
- Наталія Рибакова — Оксана, дружина Кехі
- С. Зеленін — Павлик, син Льолі, пасинок Савелія
- Людмила Нілова — Нелля, дружина Тимохи
- Володимир Горьков — Тимоха
- Станіслав Соколов — Гусєв, орнітолог, друг Павлика
- Микола Смирнов — бухгалтер
- Лілія Гурова — Ліза, продавчиня

## Знімальна група
- Режисер — Анатолій Граник
- Сценарист — Ігнатій Дворецький
- Оператор — Ернст Яковлєв
- Композитор — Валерій Гаврилін
- Художник — Борис Бурмістров